# Анастасий (архиепископ Тиранский)
Архиепи́скоп Анаста́сий (в миру Анаста́сиос Яннула́тос, греч. Αναστάσιος Γιαννουλάτος, алб. Anastas Janullatos; 4 ноября 1929, Пирей — 25 января 2025, Афины) — предстоятель Албанской православной церкви,  Архиепископ Тиранский, Дурресский и всей Албании (1992—2025); ранее состоял в епископате последовательно: Элладской церкви, Александрийского патриархата, Константинопольского патриархата. Богослов, миссионер, историк, доктор богословия (1970), педагог, заслуженный профессор Афинского университета, академик Афинской академии наук (2005; член-корреспондент 1993). 

## Биография

### Образование, начало миссионерского и епископского служения
Родился 4 ноября 1929 года в Пирее в благочестивой православной семье. С детства активно участвовал в церковной жизни. В юности проявлял большой интерес к математическим наукам и собирался посвятить этому свою жизнь, но с началом Второй мировой войны его намерения изменились.
В 1947 году он поступил на богословский факультет Афинского университета и закончил его с отличием в 1951 году.
После окончания университета два года служил в армии, где вступил в братство «ZOE» (жизнь) — религиозную организацию, которая ставила своей целью духовное обновление жизни Греческой Церкви. Одним из основных его занятий стала работа с греческой молодёжью. Он был одним из лидеров студенческих движений и работал в детских лагерях, стремясь, чтобы в его юных подопечных православная вера обрела конкретные и живые формы.
В 1958 году явился пионером в деле возобновления православного миссионерства. В 1958—1961 генеральный секретарь международного движения православной молодёжи «Синдесмос», в 1964—1978 — вице-президентом. По благословению Вселенского патриарха Афинагора основал в 1961 году в Афинах Межправославный миссионерский центр «Πορευθέντες» («идите [, научите все народы]»).
Рукоположён во диакона в 1960 году. Рукоположён в священники 24 мая 1964 года, после чего уехал с миссионерскими целями в Уганду, однако вскоре вернулся, заболев малярией.
19 ноября 1972 году он был хиротонисан во епископа Андрусского и назначен главой Отдела внешних церковных миссий Церкви Эллады и оставался на этом посту до 1982 года. В 1972 году совместно с священником Антонием Ромеосом основал в Греции женский монастырь во имя святого Иоанна Предтечи с миссионерской направленностью.

### Служение в Африке
23 октября 1981 года патриархом Александрийским Николаем VI назначен временно управляющим Восточноафриканской митрополией, которую с 1974 года сотрясал острый конфликт между митрополитом Иринопольским Фрументием Насиосом и чернокожим викарным епископом Георгием Гатуной. Первым делом епископа стало открытие духовной семинарии в Рируте, заложенной её Архиепископом Макарием III в 1971 году. Наряду с подготовкой кадров, епископ организовал перевод служб на семь различных языков. Под его руководством были сооружены 67 новых церквей, и обновлены 25 существующих. Занимался строительством школ, детских садов, мобильных госпиталей и миссионерских пунктов.
В 1983—1986 годы — декан Богословского факультета Афинского университета.

### Патриарший экзарх в Албании и архиепископ Тиранский

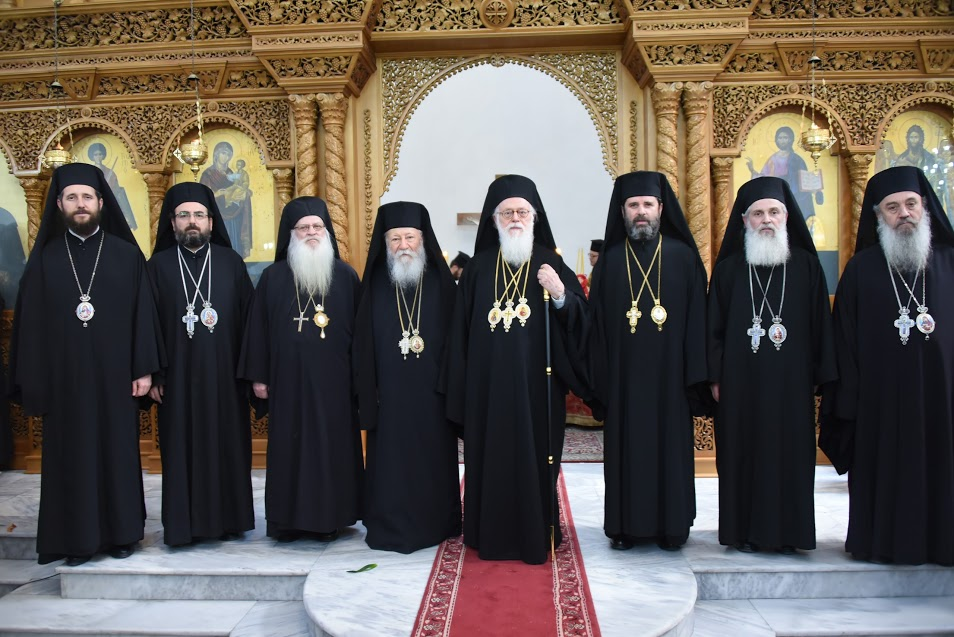
Архиепископ Анастасий с членами Синода Албанской церкви

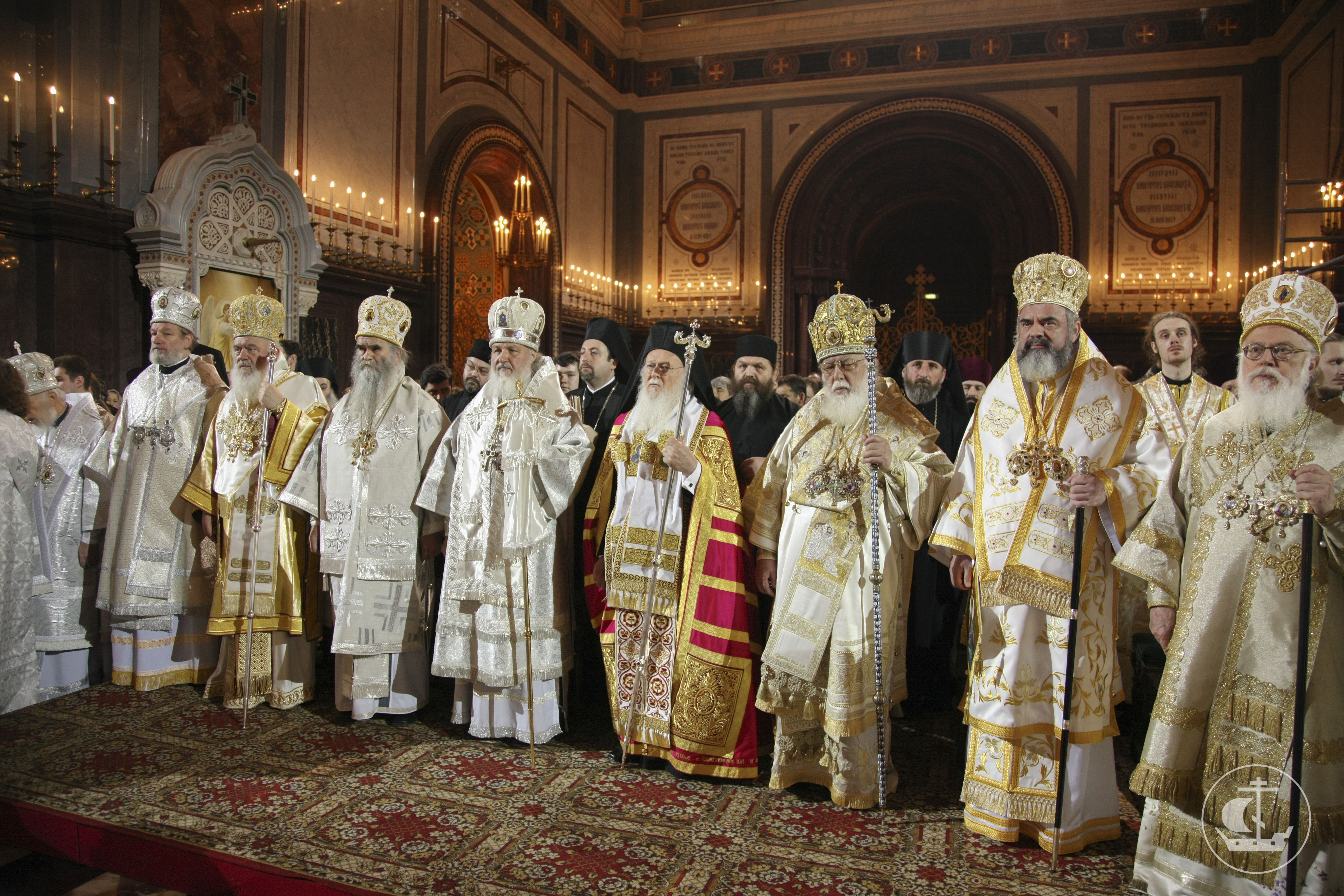
Архиепископ Анастасий (крайний справа) на отпевании патриарха Московского Алексия II с предстоятелями поместных православных церквей, 9 декабря 2008, Москва

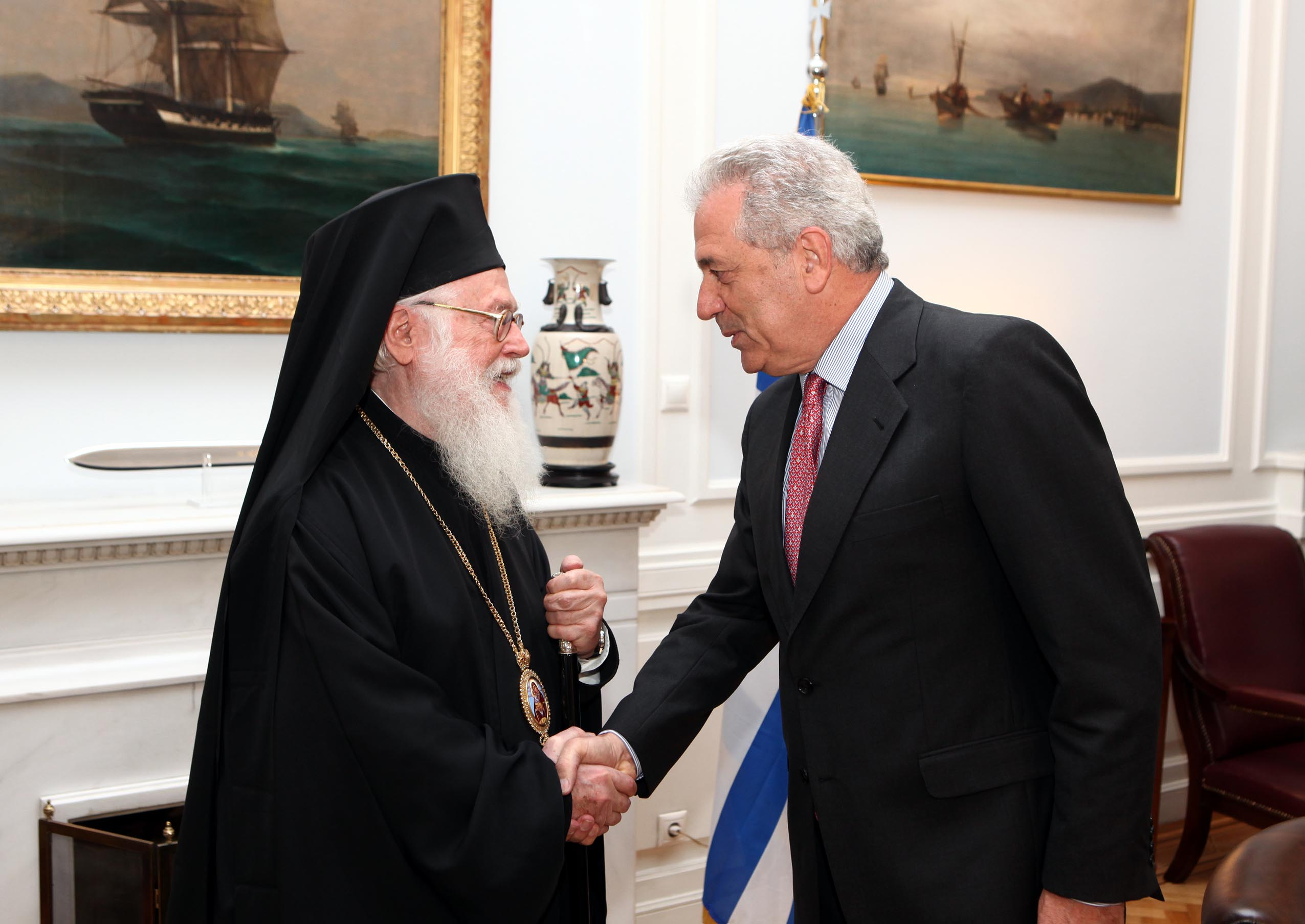
Архиепископ Анастасий на встрече с министром иностранных дел Греции Д. Аврамопулосом, 19 июля 2012

В январе 1991 года решением Вселенского патриарха Димитрия и Синода Константинопольской церкви назначен патриаршим экзархом в Албании. В задачу ему было поставлено начало переговоров с властями и собирание разрозненной православной паствы. После многомесячных протестов правительства Албании, прибыл 17 июля того же года в столицу Албании город Тирана. В ходе ознакомительной поездки по стране убедился в трагическом состоянии Православной Церкви: за годы гонений было разрушено 1608 храмов и монастырей, из 440 священников (на 1940 г) осталось 22. Для возрождения управленческой структуры Церкви Анастасий созвал 12 августа того же года всеобщий собор клириков и мирян, в котором участвовало всего сорок пять человек. После изучения сложившейся ситуации, была избрана Общая церковная комиссия из тринадцати человек.
5—8 июня 1992 года делегация Албанской церкви посетила Константинополь и ходатайствовала об избрании патриаршего экзарха в качестве своего предстоятеля.
24 июня 1992 года Синодом Константинопольской церкви избран архиепископом Тиранским и всея Албании; чин интронизации был совершён 12 июля.
В декабре 2017 года, после 25 лет пребывания во главе Албанской церкви, президент Албании Илир Мета предоставил ему албанское гражданство.
В ноябре 2018 года в своём опубликованном послании патриарху Московскому Кириллу критиковал решение Московского патриархата разорвать евхаристическое общение  с Константинопольским патриархатом, назвав «немыслимым» использование Евхаристии «в качестве оружия одной Церковью против другой»
Активный участник международного христианского сообщества: вице-президент Конференции европейских церквей (2003—2009), президент Всемирного совета церквей (2006—2013), почетный президент Всемирной конференции религий за мир (с 2006).

### Кончина и погребение
30 декабря 2024 года был госпитализирован в больницу Тираны из-за лихорадки, а четыре дня спустя был доставлен самолётом в Афины и помещён в больницу Эвангелизмос, где ему была проведена экстренная лапароскопическая операция для лечения желудочно-кишечного кровотечения.
Скончался 25 января 2025 года, в возрасте 95 лет, в 8.30 утра. Албанская церковь, ввиду его кончины, объявила пятидневный траур.
26 ноября заупокойную литию пред гробом почившего в афинском соборе совершил архиепископ Афинский Иероним в присутствии всего высшего государственного руководства Греции.
Тело почившего было доставлено в Албанию утром 28 января и встречено духовенством, народом и почётным караулом от армии Албании.
Отпевание в Воскресенском соборе Тираны 30 января возглавил Вселенский патриарх Варфоломей; присутствовало высшее государственное руководство Албании, а также предстоятели и представители иных церквей, в частности Председатель Отдела внешних церковных связей Московского патриархата митрополит Антоний (Севрюк).Погребён в крипте Воскресенского собора.

## Награды
- Великий офицер ордена Звезды Румынии (Румыния)
- Премия Афинагора в области прав человека (США/Орден святого апостола Андрея, 2001)[20]
- Орден князя Ярослава Мудрого III степени (Украина, 25 июля 2008 года) — За многолетнюю плодотворную церковную деятельность на поприще православия и по случаю празднования в Украине 1020-летия крещения Киевской Руси[21]
- Орден Скандербега (Албания, 2010 год)
- Орден князя Ярослава Мудрого I степени (Украина, 27 июля 2013 года) — за выдающуюся церковную деятельность, направленную на подъём авторитета православия в мире, и по случаю празднования на Украине 1025-летия крещения Киевской Руси[22]
- Орден Святого царя Константина (Сербская Православная Церковь, 2013 год)[23]
- Орден Святого Иоанна Владимира (Сербская Православная Церковь, 2016 год)[24]